# Со Шве Тай
Со Шве Тай (англ. Sao Shwe Thaik; 16 октября 1895, Ньяунгшве, Шанские княжества, Британская Бирма — 21 ноября 1962, Рангут) — бирманский государственный и политический деятель, 1-й Президент Бирманского Союза (4 января 1948 — 12 марта 1952). Председатель Палаты Национальностей парламента Бирманского Союза (1952—1960). Последний наследный шанский принц и правитель княжества Ньяуншве (8 марта 1929 года — 2 марта 1962).

## Биография
Представитель народности шаны, последний чао фа или потомственный принц и правитель княжества Ньяунгшве государства Шан. Его полный королевский титул был Камбавсарахта Тири Паварамахавунта Тхудамараза.
Обучение прошёл в специальной школе правителей шанов в Таунджи.
Время его правления считается самым демократическим периодом правления в истории страны. «Демократическое десятилетие». Со Шве Тай осуществлял «политику невмешательства» во время холодной войны. Несмотря на относительно хорошее экономическое развитие, в страна произошла Гражданская война.
После истечения президентского срока был избран председателем Палаты Национальностей парламента Бирманского Союза.
Член Антифашистской лиги народной свободы.
В марте 1962 года после переворота генерала У Не Вина был арестован. Умер при невыясненных обстоятельствах в тюрьме в ноябре того же года.
Его резиденция в Ньяунгшве в настоящее время является «музеем Будды» и открыта для публики.

## Награды
- Орден Бирманского Союза
- Орден Истины